# Gaj (Wałbrzych)
Gaj – dzielnica Wałbrzycha, położona 1,5 km od centrum, czyli dzielnicy Śródmieście. Na Gaju w 1998 roku został poświęcony pierwszy po II wojnie światowej nowo wybudowany kościół w Wałbrzychu.
Gaj jest połączony z dzielnicą Śródmieście. Dojeżdżają tam autobusy linii 15. Znajdują się tu:
- Parafia św. Maksymiliana Kolbego w Wałbrzychu, ul. Krzywoustego 53a,
- Zespół Szkolno-Przedszkolny nr 2, ul. Królewiecka 7,
- Cmentarz żołnierzy Armii Radzieckiej, ul. Zacisze[3][4],
- Dawny Szpital Dziecięcy, ul. Moniuszki 110,
- Monar-Markot. Dom dla Osób Bezdomnych i Najuboższych, ul. Moniuszki 109,
- Dom Dziecka nr 2 im. J. Korczaka "Promyk", ul. Moniuszki 118.

Według danych z Urzędu Miejskiego w Wałbrzychu na 16 kwietnia 2014 roku dzielnice Śródmieście i Gaj zamieszkuje 14.863 osób.

## Galeria

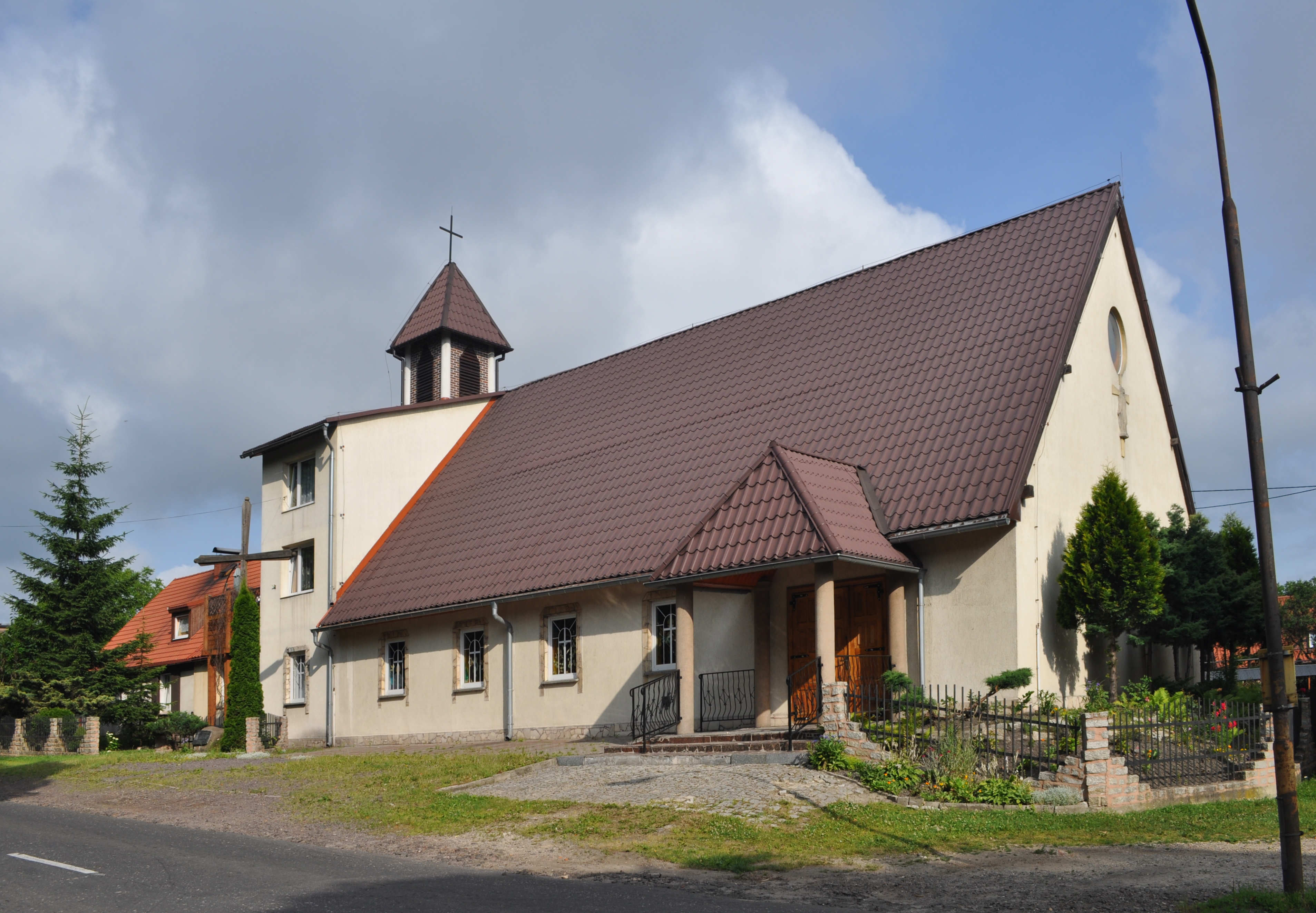
Kościół rzymskokatolicki pw. św. Maksymiliana Kolbe
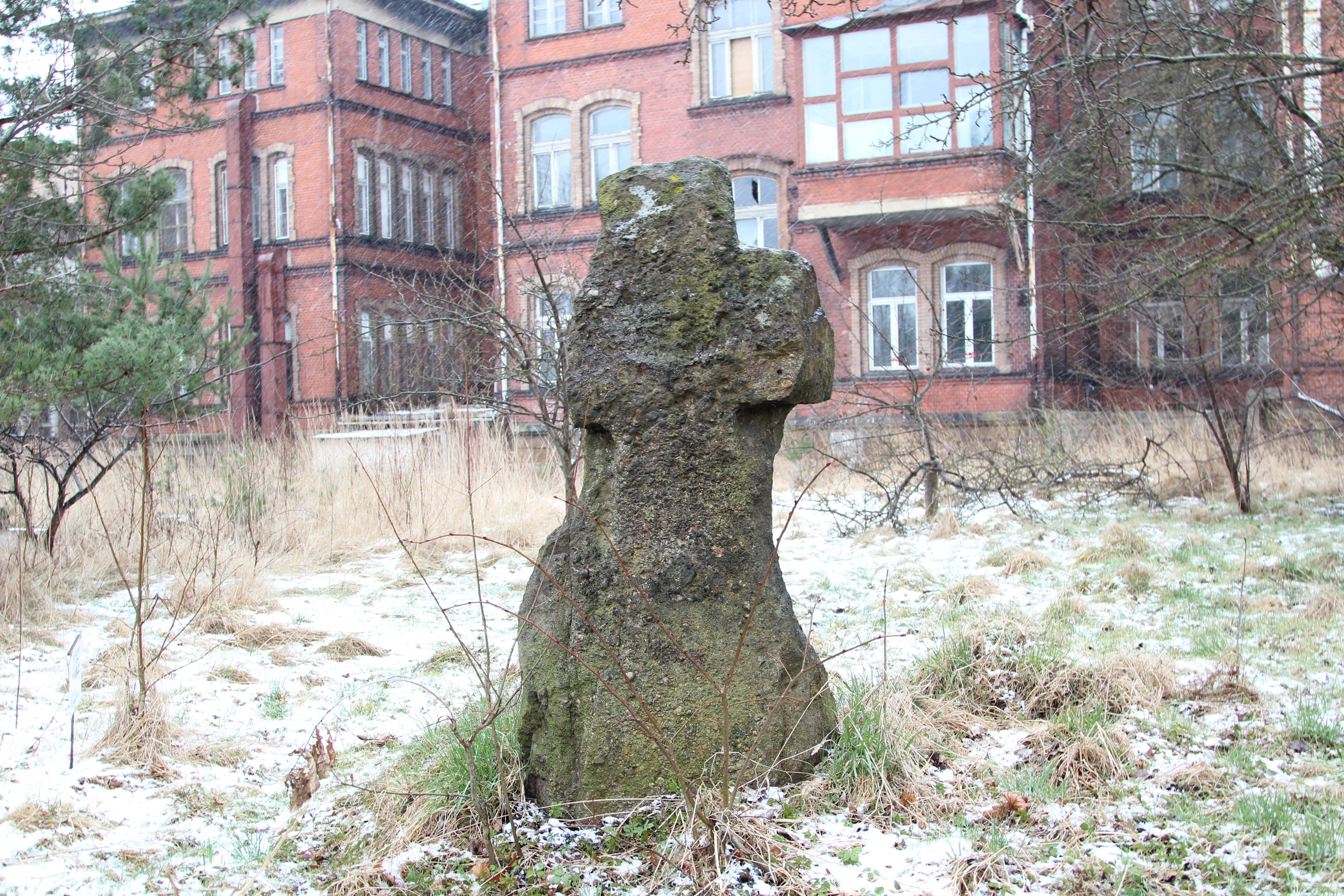
Kameń pokutny